# We Wanted a Revolution: Black Radical Women
We Wanted a Revolution: Black Radical Women 1965-1985 est une exposition d'art féministe présentée au Elizabeth A. Sackler Center for Feminist Art du Brooklyn Museum à New York du 21 avril au 17 septembre 2017. Les commissaires Catherine Morris et Rujeko Hockley ont pour objectif de montrer les productions artistiques et le militantisme des femmes africaines-américaines des années 1960 aux années 1980. 
L’événement regroupe les œuvres de 40 artistes femmes (et groupes d'artistes femmes), incluant des peintures, des sculptures, des photographies, des films et vidéos et des performances. 

## Artistes
Les artistes exposées sont : 
- Emma Amos
- Camille Billops
- Kay Brown
- Linda Goode Bryant
- Beverly Buchanan
- Carole Byard
- Elizabeth Catlett
- Ayoka Chenzira
- Christine Choy et Susan Robeson
- Blondell Cummings
- Julie Dash
- Pat Davis
- Jeff Donaldson
- Maren Hassinger
- Janet Henry
- Virginia Jaramillo
- Jae Jarrell
- Wadsworth Jarrell
- Lisa Jones
- Lois Mailou Jones
- Barbara Jones-Hogu
- Carolyn Lawrence
- Samella Lewis
- Dindga McCannon
- Barbara McCullough
- Ana Mendieta
- Senga Nengudi
- Lorraine O'Grady
- Howardena Pindell
- Faith Ringgold
- Alva Rogers
- Alison Saar
- Betye Saar
- Coreen Simpson
- Lorna Simpson
- Ming Smith
- Carrie Mae Weems

## Catalogue
Le catalogue de l’exposition – intitulé We Wanted a Revolution: Black Radical Women, 1965-85, a Sourcebook – reprend des articles, entretiens et journaux de l'époque d'artistes, écrivains ou historiens de l'art, tels que Gloria Anzaldúa, James Baldwin, bell hooks, Lucy R. Lippard, Audre Lorde, Toni Morrison, Lowery Stokes Sims, Alice Walker ou Michelle Wallace. Reproduits sous forme de fac-similés, ces documents témoignent de l'émulation artistique et militante de la communauté africaine-américaine aux États-Unis.
Un second ouvrage We Wanted a Revolution: Black Radical Women, 1965-85, New Perspectives avec des essais contemporains d'Aruna D'Souza, Uri McMillan, Kellie Jones et Lisa Jones est publié en 2018.

## Réception
Des milliers de photos sont postées sur les réseaux sociaux arguant la nécessité d'une exposition sur ce thème. L’événement connaît très vite le succès, si bien que plusieurs itinérances voient le jour : au California African American Museum à Los Angeles du 13 octobre 2017 au 14 janvier 2018, puis à la Albright-Knox Art Gallery à Buffalo, du 17 février au 27 mai 2018, et enfin au Institute of Contemporary Art à Boston, du 26 juin au 30 septembre 2018. 
L'exposition est classée parmi les manifestations artistiques les plus importantes de la décennie 2010-2019 par le site ARTnews.com.